# Zamora (Aragua)
Pour les articles homonymes, voir Zamora (homonymie).
Zamora est l'une des dix-huit municipalités de l'État d'Aragua au Venezuela. Son chef-lieu est Villa de Cura. En 2011, la population s'élève à 144 754 habitants.

## Géographie

### Subdivisions
- Augusto Mijares (Tocorón), née de la séparation de la paroisse de San Francisco de Asís depuis le 16 décembre 1997 ;
- Magdaleno (Magdaleno) ;
- San Francisco de Asís (San Francisco de Asís) ;
- Valles de Tucutunemo (Los Bagres) ;
- Zamora (Villa de Cura).